# Memecylon sivadasanii
Memecylon sivadasanii är en tvåhjärtbladig växtart som beskrevs av N. Mohanan, Ravi, Kiran Raj och Shaju. Memecylon sivadasanii ingår i släktet Memecylon och familjen Melastomataceae. Inga underarter finns listade i Catalogue of Life.